# 迪米克峰
78°18′S 161°56′E / 78.300°S 161.933°E
迪米克峰（英語：Dimick Peaks）是南極洲的山峰，位於維多利亞地的斯科特海岸，處於戴爾冰川終點南面，海拔高度1,495米，在1994年以美國地質調查局的製圖師命名，現時由南極條約體系管理。